# Операция «Пекин»
Операция «Пекин» — эвакуация части польского военно-морского флота — эсминцев «Бужа», «Блыскавица» и «Гром» — с Балтийского моря в воды Великобритании, союзной Польше, осуществлённая за несколько дней до начала Второй мировой войны. Кораблям было приказано следовать в британские порты и в случае начала войны Польши с Германией действовать совместно с Королевским флотом. Операция увенчалась успехом, позволив спасти эсминцы от неминуемой гибели.

## Предпосылки
Накануне Второй мировой войны ядром надводных сил ВМС Польши являлись четыре эскадренных миноносца: «Блыскавица» и «Гром» (построены в Великобритании, вошли в состав флота в 1937 году), «Вихер» и «Бужа» (построены во Франции, в составе флота с 1930 и 1932 годов, соответственно), а также минный заградитель «Грыф», построенный во Франции в 1936 году.
В условиях ухудшавшейся военно-политической обстановки в Европе командование военно-морских сил Польши во главе с контр-адмиралом Свирским тщательно рассмотрело возможные варианты действий флота в случае начала боевых действий. Поляки пришли к выводу, что надводные корабли будут уничтожены немецкой авиацией, поскольку противовоздушная оборона военно-морских баз была крайне слабой: флот испытывал нехватку зенитной артиллерии, прожекторов и современных средств связи, а командование флотом не располагало истребительной авиацией.
Кроме того, на совещаниях с представителями вооружённых сил Франции, ближайшего союзника Польши, французы дали понять, что не смогут направить свои корабли на Балтику, поскольку состояние и безопасность имеющихся там военно-морских баз оставляют желать лучшего. К аналогичным выводам пришли и англичане на прошедших в мае 1939 года переговорах.
В самой Польше среди ближайшего окружения генерального инспектора вооружённых сил маршала Рыдз-Смиглы поначалу бытовало мнение, что польские корабли должны вступить в неравный бой с противником и героически сражаться до конца, не спустив флаг.
24 августа 1939 года британское правительство направило маршалу Рыдз-Смиглы предложение эвакуировать с Балтики самые современные корабли польского флота, передав его через главу британской военной миссии Картона де Виара.
Предложение поначалу было воспринято как проявление трусости, однако, благодаря доводам контр-адмирала Свирского, командование вооружёнными силами согласилось заблаговременно вывести корабли в ситуации, когда война с Германией становится неизбежной.

## Цель операции
Целью операции была эвакуация польского дивизиона эсминцев (пол. Dywizjon Kontrtorpedowców) с Балтийского театра военных действий в более безопасные воды Великобритании. Польское Верховное командование понимало, что в случае начала войны с Германией, флот которой имел значительное численное превосходство над польским, польские ВМС вероятнее всего будут уничтожены. Кроме того, эвакуация кораблей в военное время практически невозможна, так как датские проливы находились в зоне оперативной досягаемости Кригсмарине и Люфтваффе.

## Ход операции
26 августа 1939 года, на следующий день после заключения англо-польского военного альянса, командующий польским флотом контр-адмирал Юзеф Унруг одобрил план операции «Пекин». Запечатанные конверты с приказами были разосланы на корабли.
29 августа в 12:55 по радио и флажным семафором кораблям был передан сигнал «Пекин, Пекин, Пекин», означавший начало операции. В 14:15 эсминцы выступили в поход под командованием командор-поручика Романа Станкевича. После полуночи корабли вошли в Эресунн, встретив в проливе германские лёгкий крейсер Königsberg и эсминец. Далее группа проследовала через Каттегат и Скагеррак.
31 августа корабли были замечены немецкой морской авиацией, после чего группа сменила курс в сторону Норвегии, рассчитывая ночью избавиться от нежелательного авиасопровождения. Позднее корабли легли на прежний курс и вошли в Северное море.
В 9:25 1 сентября на кораблях получили известие о германском вторжении в Польшу. Началась Вторая мировая война. В 12:58 группа встретила британские эсминцы Wanderer и Wallace, после чего приняла британского офицера связи. В 17:37 того же дня корабли пришвартовались в порту Эдинбурга.

## Итоги операции
Эвакуация кораблей, вызвавшая в Польше недовольство общественности, оказалась мудрым решением. Эсминцы приняли активное участие в боевых действиях совместно с Королевским флотом и двум из них удалось уцелеть в войне (Burza и Błyskawica). С другой стороны, та часть польского флота, что осталась на Балтике, была захвачена либо потоплена в первые дни войны. В частности, четвёртый польский эсминец — Wicher — и крупнейший корабль польского военно-морского флота минный заградитель Gryf были потоплены уже на третий день войны, 3 сентября.